# Laure Pigeon
Pour les articles homonymes, voir Pigeon (homonymie).
Laure Pigeon est une médium et artiste française née à Paris en 1882 et morte en 1965.
Elle a produit plus de 500 dessins liés à sa pratique spiritualiste, et est considérée comme une des premières créatrices de l'Art brut.

## Biographie
Laure Pigeon est née à Paris, en France en 1882. Sa mère Alida, blanchisseuse de profession, meurt quand Laure a cinq ans ; la fillette est alors envoyée en Bretagne chez sa grand-mère paternelle, chez qui elle reçoit une éducation stricte. À vingt-neuf ans, elle se marie à Edmond Pigeon, chirurgien-dentiste, malgré l'opposition de sa famille. Après vingt-deux ans de mariage, elle découvre l'infidélité de son mari, qu'elle quitte pour s’installer dans une pension de famille ; ce choc affectif brutal est suivi de près par la perte de ses beaux-parents auxquels elle était très attachée.
À la pension de famille, elle rencontre une femme, madame Marthon, qui l’initie au spiritisme. Elle prétend entrer en communication avec les absents par la pratique dite du Oui-ja. Une quinzaine d’années plus tard, elle déménage dans un appartement de la région parisienne où elle pratique le spiritisme en solitaire. Ses œuvres seront découvertes après sa mort à son domicile.

## Œuvres
Laure Pigeon réalise ses premiers dessins en 1935, à l'âge de 53 ans, et ne cessera d'y travailler régulièrement jusqu'à sa mort. Elle attribue à ces dessins un caractère médiumnique et les garde pour elle. Dans un état de transe, elle trace à l’encre bleue ou noire des figures abstraites dans un système de lacis complexes et ténus. Les dessins contiennent selon elle des messages et des prophéties dont l’écriture est incertaine, voire illisible.
L’œuvre comprend trois grandes phases : le temps des préliminaires, qui inclut une longue pause probablement due aux privations de la guerre, mais après laquelle le style reste le même ; une pause qui correspond au retour d’Edmond son mari (malade, il mourra peu après); enfin vient « la vraie moisson » selon Dubuffet, la véritable éclosion, le style a changé et la couleur est advenue.

## Reconnaissance
Peu de temps après la mort de Laure, sa belle-sœur se souvient que la défunte avait consulté la Maison des spirites et leur apporte la collection de dessins retrouvée dans l'appartement vidé. C'est là qu'elle est découverte par Jean Dubuffet, qui s'enthousiasme pour cette œuvre atypique. Il contacte aussitôt la belle-sœur de Laure pour en apprendre plus sur sa créatrice, et se porte acquéreur des 500 dessins. L’année suivante en 1966, il écrit un article : La double vie de Laure.  En 1967 il choisit un dessin d’elle pour en faire l’affiche de la grande exposition de l’Art brut présentée au Musée des Arts décoratifs à Paris.
La collection de Jean Dubuffet, réunie d’abord à Paris en 1962, sera ensuite donnée par l’artiste à la Ville de Lausanne en 1972 pour y installer un musée de l’Art brut, ouvert au public en 1975. En 1978, une grande rétrospective de la collection de l’Art brut à Lausanne fait connaître l’œuvre de Laure Pigeon au public. L’étude de Dominique Gilbert Laporte, « Laure ou la prosopopée du ciel » paraît en 1982.
Les dessins sont visibles au musée suisse Collection de l'art brut et ont été mis à l'honneur en 2005 dans l'exposition L'art spirite.